# Callaeidae
Седлолеђе (лат. Callaeidae) је породица птица певачица (Passeriformes), ендемична на Новом Зеланду. Карактеристика ових птица је месната реса која виси код корена кљуна, слично петлу. Живе у густим шумама, хранећи се углавном инсектима.

## Опис
Седлолеђе су птице певачице, које велики део живота проводе на тлу. Насељавају густе шуме, у којима се хране инсектима. Достижу дужину од 26–38 cm. Ноге су им снажне, код корена кљуна имају две висеће меснате ресе (по једна на обе стране). Крила су им заобљена и необично слаба, због чега је њихова моћ летења ограничена. Моногамне су птице. Територију коју заузму насељавају трајно.
Изгледа да су седлолеђе остатак ране експанзије птица певачица на Нови Зеланд. Немају блиских сродника осим птице хихи (Notiomystis cincta).

## Родови и врсте
Породица обухвата три рода са пет врста:
- Род 
  - Хуија †(изумрла)

- Род 
  - Северни кокако

  - Јужни кокако

- Род 
  - Северни тијеке или северна седлолеђа

  - Јужни тијеке или јужна седлолеђа


- Хуија
 (H. acuitirostris) †
- Северни кокако (Callaeas wilsoni)
- Северни тијеке (Philesturnus rufusater)